# Serie A1 2019-2020 (pallavolo)
La Serie A1 2019-2020 si è svolta dal 12 ottobre 2019 al 7 marzo 2020: al torneo hanno partecipato quattordici squadre di club italiane e la vittoria finale non è stata assegnata ad alcuna squadra a seguito dell'interruzione del campionato a causa della pandemia di COVID-19.

## Regolamento

### Formula
Le squadre avrebbero dovuto disputare un girone all'italiana, con gare di andata e ritorno, per un totale di ventisei giornate; al termine della regular season:
- Le prime dodici classificate avrebbero dovuto accedere ai play-off scudetto, strutturati in ottavi di finale (a cui non avrebbero partecipato le prime quattro classificate, già qualificate ai quarti di finale), giocati con gare di andata e ritorno e la disputa di un golden set in caso di parità di punti dopo le due partite (coi punteggi di 3-0 e 3-1 sarebbero stati assegnati 3 punti alla squadra vincente e 0 a quella perdente, col punteggio di 3-2 sarebbero stati assegnati 2 punti alla squadra vincente e 1 a quella perdente), quarti di finale, semifinali, entrambe giocate al meglio di due vittorie su tre gare, e finale.
- Le ultime due classificate sarebbero state retrocesse in Serie A2[2].

A seguito del diffondersi in Italia della pandemia di COVID-19, il campionato è stato sospeso l'8 marzo 2020: l'8 aprile 2020 la FIPAV ha decretato la chiusura anticipata del campionato senza assegnazione dello scudetto e delle retrocessioni.

### Criteri di classifica
Se il risultato finale è stato di 3-0 o 3-1 sono stati assegnati 3 punti alla squadra vincente e 0 a quella sconfitta, se il risultato finale è stato di 3-2 sono stati assegnati 2 punti alla squadra vincente e 1 a quella sconfitta.
L'ordine del posizionamento in classifica è stato definito in base a:
- Punti;
- Numero di partite vinte;
- Ratio dei set vinti/persi;
- Ratio dei punti realizzati/subiti.

## Squadre partecipanti
Al campionato di Serie A1 2019-20 hanno partecipato quattordici squadre: quelle neopromosse dalla Serie A2 sono state la Wealth Planet Perugia, vincitrice della regular season, e la VolAlto Caserta, vincitrice dei play-off promozione; il Chieri '76 è stato ripescato per raggiungere il numero definitivo di squadre partecipanti.
| Club                  | Stagione | Città                       | Impianto               | Stagione precedente                                                              |
| --------------------- | -------- | --------------------------- | ---------------------- | -------------------------------------------------------------------------------- |
| AGIL                  | dettagli | Novara                      | PalaTerdoppio          | 2ª in Serie A1; finale play-off scudetto                                         |
| Bergamo               | dettagli | Bergamo                     | Palazzetto dello sport | 9ª in Serie A1                                                                   |
| Casalmaggiore         | dettagli | Casalmaggiore               | PalaRadi               | 6ª in Serie A1; quarti di finale play-off scudetto                               |
| Chieri '76            | dettagli | Chieri                      | PalaMaddalene          | 12ª in Serie A1                                                                  |
| Cuneo Granda          | dettagli | Cuneo                       | PalaCastagnaretta      | 8ª in Serie A1; quarti di finale play-off scudetto                               |
| Filottrano            | dettagli | Filottrano                  | PalaTriccoli           | 11ª in Serie A1; quarti di finale play-off scudetto                              |
| Imoco                 | dettagli | Conegliano                  | PalaVerde              | 1ª in Serie A1; campione d'Italia                                                |
| Millenium Brescia     | dettagli | Brescia                     | PalaGeorge             | 10ª in Serie A1                                                                  |
| Pro Victoria          | dettagli | Monza                       | Palazzetto dello Sport | 4ª in Serie A1; semifinali play-off scudetto                                     |
| San Casciano          | dettagli | San Casciano in Val di Pesa | Nelson Mandela Forum   | 7ª in Serie A1; quarti di finale play-off scudetto                               |
| Savino Del Bene       | dettagli | Scandicci                   | Palazzetto dello Sport | 3ª in Serie A1; semifinali play-off scudetto                                     |
| UYBA                  | dettagli | Busto Arsizio               | PalaPiantanida         | 5ª in Serie A1; quarti di finale play-off scudetto                               |
| VolAlto Caserta       | dettagli | Caserta                     | PalaVignola            | 3ª in Serie A2 (girone A); 6ª in pool promozione; vincitrice play-off promozione |
| Wealth Planet Perugia | dettagli | Perugia                     | PalaEvangelisti        | 1ª in Serie A2 (girone B); 1ª in pool promozione                                 |

## Torneo

### Regular season

#### Risultati
| Prima giornata |                                     |     |                                   |
|                |                                     |     |                                   |
| 12-10          | Imoco - Pro Victoria                | 3-0 | 25-19, 25-23, 25-20               |
| 13-10          | Casalmaggiore - Savino Del Bene     | 2-3 | 24-26, 25-22, 25-21, 30-32, 12-15 |
| 13-10          | San Casciano - UYBA                 | 3-2 | 25-21, 18-25, 20-25, 25-15, 15-11 |
| 13-10          | Chieri '76 - Wealth Planet Perugia  | 3-1 | 25-23, 25-19, 22-25, 25-15        |
| 13-10          | Bergamo - Filottrano                | 3-0 | 25-23, 25-22, 27-25               |
| 13-10          | Millenium Brescia - VolAlto Caserta | 3-1 | 25-21, 26-28, 26-24, 25-17        |
| 13-10          | Cuneo Granda - AGIL                 | 1-3 | 25-23, 23-25, 17-25, 22-25        |

| Seconda giornata |                                       |     |                                   |
|                  |                                       |     |                                   |
| 20-10            | AGIL - Millenium Brescia              | 2-3 | 22-25, 25-22, 23-25, 30-28, 13-15 |
| 19-10            | Savino Del Bene - Cuneo Granda        | 1-3 | 15-25, 22-25, 25-13, 22-25        |
| 20-10            | Pro Victoria - Bergamo                | 3-1 | 27-29, 25-12, 25-16, 25-23        |
| 20-10            | UYBA - Chieri '76                     | 3-0 | 25-15, 25-19, 25-19               |
| 20-10            | Filottrano - Imoco                    | 0-3 | 11-25, 23-25, 23-25               |
| 20-10            | Wealth Planet Perugia - Casalmaggiore | 1-3 | 22-25, 25-22, 21-25, 17-25        |
| 20-10            | VolAlto Caserta - San Casciano        | 1-3 | 25-18, 25-27, 21-25, 22-25        |

| Terza giornata |                                      |     |                                   |
|                |                                      |     |                                   |
| 27-10          | Imoco - Casalmaggiore                | 3-0 | 25-21, 25-16, 25-18               |
| 26-10          | Filottrano - AGIL                    | 0-3 | 24-26, 18-25, 19-25               |
| 27-10          | UYBA - Millenium Brescia             | 3-1 | 28-30, 25-21, 25-18, 25-16        |
| 26-10          | San Casciano - Wealth Planet Perugia | 3-0 | 28-26, 25-23, 25-22               |
| 27-10          | Chieri '76 - VolAlto Caserta         | 3-1 | 25-23, 22-25, 25-21, 25-13        |
| 27-10          | Bergamo - Savino Del Bene            | 2-3 | 25-16, 26-28, 25-23, 23-25, 11-15 |
| 27-10          | Cuneo Granda - Pro Victoria          | 3-1 | 25-21, 19-25, 25-15, 25-16        |

| Quarta giornata |                                    |     |                                   |
|                 |                                    |     |                                   |
| 30-10           | AGIL - UYBA                        | 3-1 | 28-26, 31-29, 23-25, 25-22        |
| 31-10           | Pro Victoria - Savino Del Bene     | 2-3 | 25-21, 25-23, 20-25, 14-25, 12-15 |
| 31-10           | Casalmaggiore - Bergamo            | 3-2 | 25-17, 25-22, 24-26, 20-25, 15-13 |
| 31-10           | Chieri '76 - San Casciano          | 0-3 | 21-25, 23-25, 22-25               |
| 31-10           | Millenium Brescia - Cuneo Granda   | 3-0 | 25-18, 27-25, 25-23               |
| 31-10           | Wealth Planet Perugia - Filottrano | 2-3 | 26-24, 25-21, 13-25, 23-25, 13-15 |
| 31-10           | VolAlto Caserta - Imoco            | 2-3 | 22-25, 25-21, 18-25, 25-21, 13-15 |

| Quinta giornata |                                  |     |                                   |
|                 |                                  |     |                                   |
| 04-11           | Imoco - Bergamo                  | 3-0 | 25-21, 29-27, 25-16               |
| 03-11           | Savino Del Bene - AGIL           | 2-3 | 19-25, 25-20, 25-22, 20-25, 16-18 |
| 03-11           | San Casciano - Millenium Brescia | 0-3 | 23-25, 22-25, 20-25               |
| 03-11           | Filottrano - Casalmaggiore       | 0-3 | 23-25, 18-25, 25-27               |
| 07-11           | Wealth Planet Perugia - UYBA     | 1-3 | 18-25, 17-25, 25-18, 13-25        |
| 03-11           | VolAlto Caserta - Pro Victoria   | 3-0 | 26-24, 25-22, 25-18               |
| 02-11           | Cuneo Granda - Chieri '76        | 1-3 | 25-23, 12-25, 23-25, 23-25        |

| Sesta giornata |                                   |     |                                   |
|                |                                   |     |                                   |
| 09-11          | AGIL - Imoco                      | 1-3 | 21-25, 25-23, 23-25, 18-25        |
| 09-11          | Pro Victoria - Filottrano         | 3-0 | 25-21, 25-18, 25-23               |
| 10-11          | UYBA - VolAlto Caserta            | 3-1 | 23-25, 25-23, 25-19, 25-18        |
| 10-11          | San Casciano - Cuneo Granda       | 3-1 | 25-27, 25-14, 25-18, 25-18        |
| 10-11          | Chieri '76 - Savino Del Bene      | 2-3 | 25-15, 19-25, 23-25, 25-20, 9-15  |
| 10-11          | Bergamo - Wealth Planet Perugia   | 3-2 | 19-25, 22-25, 25-18, 25-22, 15-10 |
| 09-11          | Millenium Brescia - Casalmaggiore | 1-3 | 27-25, 20-25, 19-25, 24-26        |

| Settima giornata |                                           |     |                                   |
|                  |                                           |     |                                   |
| 12-11            | VolAlto Caserta - AGIL                    | 1-3 | 21-25, 25-20, 22-25, 21-25        |
| 17-11            | Savino Del Bene - San Casciano            | 3-0 | 25-18, 25-17, 25-20               |
| 17-11            | Casalmaggiore - Pro Victoria              | 2-3 | 26-28, 25-20, 22-25, 27-25, 10-15 |
| 17-11            | Bergamo - UYBA                            | 1-3 | 25-21, 22-25, 23-25, 18-25        |
| 17-11            | Filottrano - Chieri '76                   | 3-1 | 25-21, 25-22, 23-25, 25-23        |
| 16-11            | Wealth Planet Perugia - Millenium Brescia | 3-0 | 25-22, 25-22, 25-23               |
| 12-11            | Cuneo Granda - Imoco                      | 0-3 | 23-25, 14-25, 20-25               |

| Ottava giornata |                                         |     |                            |
|                 |                                         |     |                            |
| 24-11           | Imoco - Savino Del Bene                 | 3-0 | 25-23, 25-10, 25-15        |
| 24-11           | AGIL - Pro Victoria                     | 1-3 | 22-25, 25-22, 16-25, 21-25 |
| 23-11           | UYBA - Cuneo Granda                     | 3-0 | 25-19, 25-12, 25-18        |
| 24-11           | San Casciano - Bergamo                  | 3-1 | 25-18, 28-26, 22-25, 25-16 |
| 20-11           | Chieri '76 - Casalmaggiore              | 0-3 | 21-25, 20-25, 15-25        |
| 24-11           | Millenium Brescia - Filottrano          | 1-3 | 25-23, 21-25, 16-25, 22-25 |
| 24-11           | VolAlto Caserta - Wealth Planet Perugia | 3-0 | 25-16, 25-21, 25-20        |

| Nona giornata |                                  |     |                                   |
|               |                                  |     |                                   |
| 12-12         | AGIL - Chieri '76                | 1-3 | 22-25, 25-19, 20-25, 23-25        |
| 01-12         | Savino Del Bene - UYBA           | 2-3 | 25-20, 20-25, 25-20, 19-25, 12-15 |
| 01-12         | Pro Victoria - Millenium Brescia | 3-1 | 25-27, 25-23, 25-17, 25-20        |
| 01-12         | Casalmaggiore - San Casciano     | 3-0 | 33-31, 25-19, 25-21               |
| 01-12         | Bergamo - Cuneo Granda           | 3-1 | 25-20, 19-25, 25-23, 25-21        |
| 01-12         | Filottrano - VolAlto Caserta     | 3-1 | 25-22, 25-15, 24-26, 25-22        |
| 12-12         | Wealth Planet Perugia - Imoco    | 3-2 | 25-15, 23-25, 25-18, 17-25, 15-10 |

| Decima giornata |                                         |     |                                   |
|                 |                                         |     |                                   |
| 08-12           | UYBA - Casalmaggiore                    | 3-0 | 25-22, 25-17, 34-32               |
| 23-10           | San Casciano - AGIL                     | 2-3 | 27-25, 25-23, 16-25, 18-25, 11-15 |
| 08-12           | Chieri '76 - Pro Victoria               | 0-3 | 21-25, 24-26, 23-25               |
| 16-10           | Millenium Brescia - Imoco               | 0-3 | 17-25, 15-25, 14-25               |
| 08-12           | Wealth Planet Perugia - Savino Del Bene | 1-3 | 14-25, 25-20, 25-27, 13-25        |
| 08-12           | VolAlto Caserta - Bergamo               | 2-3 | 17-25, 22-25, 35-33, 26-24, 11-15 |
| 08-12           | Cuneo Granda - Filottrano               | 3-1 | 23-25, 25-22, 26-24, 25-17        |

| Undicesima giornata |                                   |     |                            |
|                     |                                   |     |                            |
| 15-12               | Imoco - Chieri '76                | 3-0 | 25-19, 25-16, 25-16        |
| 15-12               | AGIL - Wealth Planet Perugia      | 3-1 | 25-13, 20-25, 25-17, 25-19 |
| 15-12               | Savino Del Bene - VolAlto Caserta | 3-0 | 28-26, 25-23, 25-13        |
| 15-12               | Pro Victoria - UYBA               | 1-3 | 24-26, 18-25, 28-26, 22-25 |
| 14-12               | Casalmaggiore - Cuneo Granda      | 3-0 | 25-23, 25-13, 25-16        |
| 14-12               | Bergamo - Millenium Brescia       | 3-1 | 21-25, 25-23, 25-17, 25-13 |
| 15-12               | Filottrano - San Casciano         | 3-0 | 25-22, 25-19, 25-17        |

| Dodicesima giornata |                                      |     |                            |
|                     |                                      |     |                            |
| 21-12               | AGIL - Casalmaggiore                 | 3-0 | 25-22, 25-22, 25-19        |
| 22-12               | Savino Del Bene - Millenium Brescia  | 3-0 | 25-19, 25-21, 25-16        |
| 22-12               | UYBA - Filottrano                    | 3-0 | 27-25, 25-23, 25-20        |
| 22-12               | San Casciano - Imoco                 | 0-3 | 21-25, 16-25, 23-25        |
| 22-12               | Chieri '76 - Bergamo                 | 3-1 | 25-23, 18-25, 25-15, 25-20 |
| 22-12               | Wealth Planet Perugia - Pro Victoria | 0-3 | 18-25, 22-25, 20-25        |
| 22-12               | VolAlto Caserta - Cuneo Granda       | 1-3 | 17-25, 25-23, 25-27, 18-25 |

| Tredicesima giornata |                                      |     |                                  |
|                      |                                      |     |                                  |
| 26-12                | Imoco - UYBA                         | 3-0 | 25-13, 25-12, 25-15              |
| 26-12                | Pro Victoria - San Casciano          | 3-0 | 25-17, 25-21, 25-21              |
| 26-12                | Casalmaggiore - VolAlto Caserta      | 3-1 | 22-25, 26-24, 25-21, 25-14       |
| 26-12                | Bergamo - AGIL                       | 0-3 | 24-26, 16-25, 20-25              |
| 26-12                | Millenium Brescia - Chieri '76       | 3-2 | 12-25, 25-18, 24-26, 25-23, 15-9 |
| 26-12                | Filottrano - Savino Del Bene         | 0-3 | 18-25, 21-25, 17-25              |
| 26-12                | Cuneo Granda - Wealth Planet Perugia | 3-1 | 25-13, 14-25, 25-16, 25-13       |

| Quattordicesima giornata |                                     |     |                                   |
|                          |                                     |     |                                   |
| 15-01                    | Pro Victoria - Imoco                | 0-3 | 22-25, 19-25, 22-25               |
| 15-01                    | Savino Del Bene - Casalmaggiore     | 3-1 | 31-29, 25-22, 25-27, 25-23        |
| 15-01                    | UYBA - San Casciano                 | 3-0 | 25-15, 25-21, 25-19               |
| 15-01                    | Wealth Planet Perugia - Chieri '76  | 3-2 | 20-25, 25-22, 25-17, 17-25, 15-12 |
| 15-01                    | Filottrano - Bergamo                | 0-3 | 13-25, 18-25, 15-25               |
| 15-01                    | VolAlto Caserta - Millenium Brescia | 0-3 | 22-25, 8-25, 19-25                |
| 15-01                    | AGIL - Cuneo Granda                 | 3-1 | 22-25, 25-18, 26-24, 25-23        |

| Quindicesima giornata |                                       |     |                                   |
|                       |                                       |     |                                   |
| 18-01                 | Millenium Brescia - AGIL              | 0-3 | 19-25, 22-25, 21-25               |
| 19-01                 | Cuneo Granda - Savino Del Bene        | 3-2 | 25-17, 15-25, 20-25, 28-26, 15-13 |
| 19-01                 | Bergamo - Pro Victoria                | 3-2 | 25-23, 23-25, 19-25, 25-23, 15-11 |
| 19-01                 | Chieri '76 - UYBA                     | 0-3 | 11-25, 23-25, 21-25               |
| 19-01                 | Imoco - Filottrano                    | 3-1 | 25-23, 23-25, 25-22, 25-11        |
| 19-01                 | Casalmaggiore - Wealth Planet Perugia | 3-1 | 25-17, 25-20, 17-25, 25-12        |
| 19-01                 | San Casciano - VolAlto Caserta        | 3-0 | 25-9, 30-28, 25-17                |

| Sedicesima giornata |                                      |     |                                   |
|                     |                                      |     |                                   |
| 25-01               | Casalmaggiore - Imoco                | 0-3 | 18-25, 23-25, 20-25               |
| 26-01               | AGIL - Filottrano                    | 3-0 | 25-21, 25-17, 25-13               |
| 26-01               | Millenium Brescia - UYBA             | 0-3 | 19-25, 19-25, 20-25               |
| 26-01               | Wealth Planet Perugia - San Casciano | 1-3 | 25-19, 19-25, 23-25, 17-25        |
| 26-01               | VolAlto Caserta - Chieri '76         | 0-3 | 16-25, 17-25, 10-25               |
| 26-01               | Savino Del Bene - Bergamo            | 3-0 | 25-16, 25-23, 25-13               |
| 26-01               | Pro Victoria - Cuneo Granda          | 2-3 | 26-28, 22-25, 25-19, 25-21, 11-15 |

| Diciassettesima giornata |                                    |     |                                   |
|                          |                                    |     |                                   |
| 09-02                    | UYBA - AGIL                        | 3-0 | 25-20, 28-26, 25-17               |
| 09-02                    | Savino Del Bene - Pro Victoria     | 2-3 | 25-15, 21-25, 27-25, 23-25, 9-15  |
| 09-02                    | Bergamo - Casalmaggiore            | 3-1 | 18-25, 28-26, 25-23, 25-21        |
| 09-02                    | San Casciano - Chieri '76          | 1-3 | 22-25, 23-25, 25-21, 20-25        |
| 09-02                    | Cuneo Granda - Millenium Brescia   | 2-3 | 25-15, 25-23, 24-26, 18-25, 10-15 |
| 08-02                    | Filottrano - Wealth Planet Perugia | 3-2 | 22-25, 18-25, 25-19, 25-13, 15-12 |
| 09-02                    | Imoco - VolAlto Caserta            | 3-0 | 25-9, 25-15, 25-9                 |

| Diciottesima giornata |                                  |     |                                   |
|                       |                                  |     |                                   |
| 12-02                 | Bergamo - Imoco                  | 0-3 | 21-25, 21-25, 23-25               |
| 12-02                 | AGIL - Savino Del Bene           | 3-1 | 25-20, 25-16, 26-28, 25-13        |
| 12-02                 | Millenium Brescia - San Casciano | 3-1 | 25-16, 17-25, 26-24, 25-21        |
| 12-02                 | Casalmaggiore - Filottrano       | 3-2 | 23-25, 25-14, 19-25, 25-12, 15-11 |
| 12-02                 | UYBA - Wealth Planet Perugia     | 3-1 | 25-18, 25-18, 22-25, 25-17        |
| 12-02                 | Pro Victoria - VolAlto Caserta   | 3-0 | 25-0, 25-0, 25-0                  |
| 12-02                 | Chieri '76 - Cuneo Granda        | 3-1 | 22-25, 25-21, 25-23, 25-19        |

| Diciannovesima giornata |                                   |     |                                   |
|                         |                                   |     |                                   |
| 16-02                   | Imoco - AGIL                      | 3-0 | 25-19, 25-17, 25-18               |
| 16-02                   | Filottrano - Pro Victoria         | 0-3 | 17-25, 20-25, 24-26               |
| 16-02                   | VolAlto Caserta - UYBA            | 0-3 | 17-25, 9-25, 13-25                |
| 16-02                   | Cuneo Granda - San Casciano       | 3-0 | 25-16, 25-18, 25-20               |
| 16-02                   | Savino Del Bene - Chieri '76      | 3-1 | 25-19, 25-22, 23-25, 25-20        |
| 16-02                   | Wealth Planet Perugia - Bergamo   | 3-2 | 25-17, 19-25, 25-22, 21-25, 15-11 |
| 16-02                   | Casalmaggiore - Millenium Brescia | 3-1 | 25-22, 20-25, 25-16, 25-18        |

| Ventesima giornata |                                           |     |                                   |
|                    |                                           |     |                                   |
| 06-03              | AGIL - VolAlto Caserta                    | 3-0 | 25-0, 25-0, 25-0                  |
| 23-02              | San Casciano - Savino Del Bene            | 1-3 | 21-25, 31-29, 16-25, 14-25        |
| 22-02              | Pro Victoria - Casalmaggiore              | 3-2 | 20-25, 26-24, 25-20, 19-25, 15-11 |
| -                  | UYBA - Bergamo                            | -   | annullata                         |
| -                  | Chieri '76 - Filottrano                   | -   | annullata                         |
| -                  | Millenium Brescia - Wealth Planet Perugia | -   | annullata                         |
| -                  | Imoco - Cuneo Granda                      | -   | annullata                         |

| Ventunesima giornata |                                         |   |           |
|                      |                                         |   |           |
| -                    | Savino Del Bene - Imoco                 | - | annullata |
| -                    | Pro Victoria - AGIL                     | - | annullata |
| -                    | Cuneo Granda - UYBA                     | - | annullata |
| -                    | Bergamo - San Casciano                  | - | annullata |
| -                    | Casalmaggiore - Chieri '76              | - | annullata |
| -                    | Filottrano - Millenium Brescia          | - | annullata |
| -                    | Wealth Planet Perugia - VolAlto Caserta | - | annullata |

| Ventiduesima giornata |                                  |   |           |
|                       |                                  |   |           |
| -                     | Chieri '76 - AGIL                | - | annullata |
| -                     | UYBA - Savino Del Bene           | - | annullata |
| -                     | Millenium Brescia - Pro Victoria | - | annullata |
| -                     | San Casciano - Casalmaggiore     | - | annullata |
| -                     | Cuneo Granda - Bergamo           | - | annullata |
| -                     | VolAlto Caserta - Filottrano     | - | annullata |
| -                     | Imoco - Wealth Planet Perugia    | - | annullata |

| Ventitreesima giornata |                                         |     |                     |
|                        |                                         |     |                     |
| -                      | Casalmaggiore - UYBA                    | -   | annullata           |
| -                      | AGIL - San Casciano                     | -   | annullata           |
| -                      | Pro Victoria - Chieri '76               | -   | annullata           |
| 07-03                  | Imoco - Millenium Brescia               | 3-0 | 25-12, 25-17, 25-14 |
| -                      | Savino Del Bene - Wealth Planet Perugia | -   | annullata           |
| -                      | Bergamo - VolAlto Caserta               | -   | annullata           |
| -                      | Filottrano - Cuneo Granda               | -   | annullata           |

| Ventiquattresima giornata |                                   |   |           |
|                           |                                   |   |           |
| -                         | Chieri '76 - Imoco                | - | annullata |
| -                         | Wealth Planet Perugia - AGIL      | - | annullata |
| -                         | VolAlto Caserta - Savino Del Bene | - | annullata |
| -                         | UYBA - Pro Victoria               | - | annullata |
| -                         | Cuneo Granda - Casalmaggiore      | - | annullata |
| -                         | Millenium Brescia - Bergamo       | - | annullata |
| -                         | San Casciano - Filottrano         | - | annullata |

| Venticinquesima giornata |                                      |   |           |
|                          |                                      |   |           |
| -                        | Casalmaggiore - AGIL                 | - | annullata |
| -                        | Millenium Brescia - Savino Del Bene  | - | annullata |
| -                        | Filottrano - UYBA                    | - | annullata |
| -                        | Imoco - San Casciano                 | - | annullata |
| -                        | Bergamo - Chieri '76                 | - | annullata |
| -                        | Pro Victoria - Wealth Planet Perugia | - | annullata |
| -                        | Cuneo Granda - VolAlto Caserta       | - | annullata |

| Ventiseiesima giornata |                                      |   |           |
|                        |                                      |   |           |
| -                      | UYBA - Imoco                         | - | annullata |
| -                      | San Casciano - Pro Victoria          | - | annullata |
| -                      | VolAlto Caserta - Casalmaggiore      | - | annullata |
| -                      | AGIL - Bergamo                       | - | annullata |
| -                      | Chieri '76 - Millenium Brescia       | - | annullata |
| -                      | Savino Del Bene - Filottrano         | - | annullata |
| -                      | Wealth Planet Perugia - Cuneo Granda | - | annullata |

#### Classifica
| Pos. | Squadra               | Pt | G  | V  | P  | SV | SP | Ratio | PF    | PS    | Ratio |
| ---- | --------------------- | -- | -- | -- | -- | -- | -- | ----- | ----- | ----- | ----- |
| 1.   | Imoco                 | 57 | 20 | 19 | 1  | 59 | 7  | 8,428 | 1 600 | 1 235 | 1,295 |
| 2.   | UYBA                  | 48 | 19 | 16 | 3  | 51 | 17 | 3,000 | 1 622 | 1 398 | 1,160 |
| 3.   | AGIL                  | 41 | 20 | 14 | 6  | 47 | 28 | 1,678 | 1 760 | 1 575 | 1,117 |
| 4.   | Savino Del Bene       | 39 | 20 | 13 | 7  | 49 | 33 | 1,484 | 1 841 | 1 737 | 1,059 |
| 5.   | Pro Victoria          | 36 | 20 | 12 | 8  | 44 | 33 | 1,333 | 1 744 | 1 627 | 1,071 |
| 6.   | Casalmaggiore         | 34 | 20 | 11 | 9  | 41 | 36 | 1,138 | 1 786 | 1 694 | 1,054 |
| 7.   | Chieri '76            | 27 | 19 | 8  | 11 | 32 | 40 | 0,800 | 1 576 | 1 591 | 0,990 |
| 8.   | Bergamo               | 24 | 19 | 8  | 11 | 34 | 42 | 0,809 | 1 663 | 1 713 | 0,970 |
| 9.   | San Casciano          | 24 | 20 | 8  | 12 | 29 | 42 | 0,690 | 1 557 | 1 641 | 0,948 |
| 10.  | Cuneo Granda          | 23 | 19 | 8  | 11 | 32 | 42 | 0,761 | 1 596 | 1 661 | 0,960 |
| 11.  | Millenium Brescia     | 21 | 20 | 8  | 12 | 30 | 44 | 0,681 | 1 579 | 1 715 | 0,920 |
| 12.  | Filottrano            | 17 | 19 | 6  | 13 | 22 | 46 | 0,478 | 1 439 | 1 574 | 0,914 |
| 13.  | Wealth Planet Perugia | 12 | 19 | 4  | 15 | 27 | 51 | 0,529 | 1 563 | 1 761 | 0,887 |
| 14.  | VolAlto Caserta (-3)  | 5  | 20 | 2  | 18 | 18 | 54 | 0,333 | 1 338 | 1 742 | 0,768 |

La VolAlto Caserta ha scontato 3 punti di penalizzazione.

## Verdetti
| Squadra         | Qualificazione           |
| --------------- | ------------------------ |
| AGIL            | Champions League 2020-21 |
| Imoco           | Champions League 2020-21 |
| Savino Del Bene | Champions League 2020-21 |
| UYBA            | Champions League 2020-21 |
| Pro Victoria    | Coppa CEV 2020-21        |

## Statistiche
| Rendimento individuale | Rendimento individuale | Rendimento individuale | Rendimento individuale |
| Pos.                   | Nome                   | Punti                  | Squadra                |
| ---------------------- | ---------------------- | ---------------------- | ---------------------- |
| 1                      | Camilla Mingardi       | 405                    | Millenium Brescia      |
| 2                      | Rosamaria Montibeller  | 382                    | Wealth Planet Perugia  |
| 3                      | Lise Van Hecke         | 372                    | Cuneo Granda           |
| 4                      | Malwina Smarzek        | 315                    | Bergamo                |
| 5                      | Elica Vasileva         | 305                    | AGIL                   |
| 6                      | Kaja Grobelna          | 298                    | Chieri '76             |
| 7                      | Anna Nicoletti         | 285                    | Filottrano             |
| 8                      | Britt Herbots          | 283                    | UYBA                   |
| 9                      | Paola Egonu            | 276                    | Imoco                  |
| 10                     | Caterina Bosetti       | 268                    | Casalmaggiore          |

| Attacchi vincenti | Attacchi vincenti     | Attacchi vincenti | Attacchi vincenti     |
| Pos.              | Nome                  | Punti             | Squadra               |
| ----------------- | --------------------- | ----------------- | --------------------- |
| 1                 | Camilla Mingardi      | 359               | Millenium Brescia     |
| 2                 | Rosamaria Montibeller | 346               | Wealth Planet Perugia |
| 3                 | Lise Van Hecke        | 340               | Cuneo Granda          |
| 4                 | Elica Vasileva        | 273               | AGIL                  |
| 5                 | Malwina Smarzek       | 270               | Bergamo               |
| 6                 | Kaja Grobelna         | 261               | Chieri '76            |
| 7                 | Anna Nicoletti        | 253               | Filottrano            |
| 8                 | Britt Herbots         | 248               | UYBA                  |
| 9                 | Karsta Lowe           | 230               | UYBA                  |
| 10                | Serena Ortolani       | 226               | Pro Victoria          |

| Muri vincenti | Muri vincenti        | Muri vincenti | Muri vincenti   |
| Pos.          | Nome                 | Punti         | Squadra         |
| ------------- | -------------------- | ------------- | --------------- |
| 1             | Anna Danesi          | 79            | Pro Victoria    |
| 2             | Mina Popović         | 59            | Casalmaggiore   |
| 3             | Rossella Olivotto    | 51            | Bergamo         |
| 3             | Jovana Stevanović    | 51            | Savino Del Bene |
| 5             | Cristina Chirichella | 49            | AGIL            |
| 6             | Sarah Fahr           | 47            | San Casciano    |
| 7             | Laura Melandri       | 43            | Bergamo         |
| 8             | Amber Rolfzen        | 41            | Chieri '76      |
| 9             | Laura Heyrman        | 38            | Pro Victoria    |
| 10            | Caterina Bosetti     | 37            | Casalmaggiore   |
| 10            | Sonia Candi          | 37            | Cuneo Granda    |

| Battute vincenti | Battute vincenti   | Battute vincenti | Battute vincenti  |
| Pos.             | Nome               | Punti            | Squadra           |
| ---------------- | ------------------ | ---------------- | ----------------- |
| 1                | Micha Hancock      | 39               | AGIL              |
| 2                | Paola Egonu        | 31               | Imoco             |
| 3                | Athīna Papafōtiou  | 26               | Filottrano        |
| 4                | Camilla Mingardi   | 23               | Millenium Brescia |
| 5                | Britt Herbots      | 22               | UYBA              |
| 6                | Jessica Rivero     | 21               | Millenium Brescia |
| 7                | Floortje Meijners  | 20               | Pro Victoria      |
| 8                | Magdalena Stysiak  | 19               | Savino Del Bene   |
| 9                | Indre Sorokaite    | 18               | Imoco             |
| 9                | Federica Squarcini | 18               | Pro Victoria      |
| 9                | Samantha Bricio    | 18               | Savino Del Bene   |
| 9                | Sarah Fahr         | 18               | San Casciano      |
| 9                | Lise Van Hecke     | 18               | Cuneo Granda      |

| Ricezioni perfette | Ricezioni perfette | Ricezioni perfette | Ricezioni perfette    |
| Pos.               | Nome               | Prf.               | Squadra               |
| ------------------ | ------------------ | ------------------ | --------------------- |
| 1                  | Ilaria Spirito     | 276                | Casalmaggiore         |
| 2                  | Srna Marković      | 240                | Cuneo Granda          |
| 3                  | Elena Pietrini     | 238                | Savino Del Bene       |
| 4                  | Stefania Sansonna  | 212                | AGIL                  |
| 5                  | Caterina Bosetti   | 208                | Casalmaggiore         |
| 5                  | Chiara De Bortoli  | 208                | Chieri '76            |
| 7                  | Regiane Bidias     | 207                | Wealth Planet Perugia |
| 8                  | Hanna Orthmann     | 205                | Pro Victoria          |
| 9                  | Alessia Ghilardi   | 193                | VolAlto Caserta       |
| 10                 | Laura Partenio     | 187                | Filottrano            |